# 유숙 초상 및 관련 교지
유숙 초상 및 관련 교지(柳潚 肖像 및 關聯 敎旨)는 서울특별시 종로구, 국립고궁박물관에 있는 조선시대의 초상화이다. 2006년 12월 29일 대한민국의 보물 제1479호로 지정되었다.

## 개요
광해군5년(1613)에 형난공신(亨難功臣)으로 책록되었던 유숙의 초상이 종이 초본 4점과 함께 남아 있으며, 유숙이 형난공신이었음을 알려주는 처(妻) 채씨에게 내려진 교지 및 유숙의 홍패·백패 등 관련 교지 3점이 전한다.
<유숙상>은 오사모에 흑단령을 입고 의자에 앉아 있는 좌안7분면의 전신교의 좌상으로서 중기 공신상의 전형적인 특색을 보여주며, 형난공신(亨難功臣) 책록을 계기로 하여 제작된 것으로 추정된다. 사모의 높이는 상당히 낮으며, 사모의 뿔은 운문이 담묵으로 처리되어 있다. 가슴에는 백한문양(白鷳紋樣)의 흉배가 보이며, 삽금대(揷金帶)를 두르고 있어 이 초상화를 그릴 당시 유숙의 품계가 3품이었음을 말해준다.
안면은 전체적으로 옅은 살빛을 바탕으로 하여 이목구비를 약간 짙은 색 선으로 규정하였으며, 중기공신상에서 익히 보듯이 양 미간에 몇 개의 세로 주름선을 집어넣어 생각에 잠긴 듯한 진지한 모습을 보여준다. 눈동자의 동공주위를 니금색(泥金色)으로 칠한 것이 주목된다. 아래 눈꺼풀 밑에는 약간의 주름선을 자연스레 집어넣었으며 뺨에는 약간 홍기를 띠우고 있다. 입술선은 확실히 외곽을 규정하고 짙지 않은 붉은 색으로 그 안을 채워 넣었다.
관련 교지 3점은 유숙이 개명 전 유길(柳洁)이었다는 사실과 처(妻)인 채씨에게 내려진 교지를 통하여 그가 형난공신이었음을 알려 주는 자료인 동시에 유숙의 전기(傳記) 및 이력 사항을 알 수 있는 사료로서 가치가 있다.

## 참고 자료
- 유숙 초상 및 관련 교지 - 국가유산청 국가유산포털